# Заброддя (Березинський район)
Заброддя (біл. вёска Забродзьдзе) — село в складі Березинського району Мінської області, Білорусь. Село підпорядковане Мачеській сільській раді, розташоване в східній частині області.